# 小野仁
小野 仁（おの ひとし、1976年8月23日 - ）は、秋田県秋田市八橋出身の元プロ野球選手（投手）。左投右打。アトランタオリンピック野球の銀メダリスト。

## 来歴・人物
秋田経法大付属高校2年時に、春夏連続で甲子園に出場したが、いずれも初戦敗退。第65回選抜大会では鳥取西戦で16安打を許し、7四死球を出したものの、逆に15三振を奪い、注目を集めた。3年時では春夏連続で甲子園に出場できなかった。1994年の世界選手権で高校生としては史上初の代表入りを果たす。左腕から150km/h近いストレートを武器に強豪キューバ戦にて1点リードされている6回の場面から登板しキューバの主軸のアントニオ・パチェコとオマール・リナレスに対して立て続けに三球三振を奪う等、超高校級の逸材といわれ、ドラフトでは最大の目玉として8球団が競合すると言われた。
しかし、1994年11月1日に記者会見を開き、日本石油に進むことを明らかにした。当時のドラフト制度では、高校生には逆指名制度がなく、また五輪候補選手としドラフト凍結選手となれば通常の3年ではなく2年後に逆指名でプロに進めることから、この点が社会人野球に進んだ理由と推測され、社会人野球は腰掛け程度のものかもしれないと評された。その後、11月9日に全日本アマチュア野球連盟からドラフト凍結選手として指定され、ドラフトの対象から外れた。
日本石油では故障の影響でフォームを崩すなど伸び悩み、目立った成績を残せなかった。
1996年のアトランタオリンピックに出場。アマチュア凍結選手の特例として同年のドラフト会議にて巨人から2位指名(逆指名)を受けて入団。契約金1億円、年俸1300万円で当時の限度額の上限であった。
1年目の1997年は、二軍で5勝1敗・防御率1.88で夏には一軍で初勝利を挙げるなど、大器の片鱗を見せた。
1998年は、二軍において、5月30日のロッテ戦で1試合20奪三振のイースタン新記録を達成するなど、6勝3敗・防御率2.96で、後半戦からは一軍の先発ローテーションに入る。
1999年には背番号12を剥奪され、47へ変更された。小野自身は「工藤さんと同じ背番号で、工藤さんと同じ左投手の自分には縁起がいい」と前向きに捉える発言をしていた。同年の春季キャンプ終了時にも、成長株として注目された。しかし、オープン戦では1回3分の0を6失点で、長嶋監督から「無気力だった」と言われる始末で二軍落ちとなる。シーズンでは、一軍昇格後の5月12日に先発を果たすも、0回2/3で打者10人に対して5四球で5失点（自責2）という乱調で再び二軍落ちとなった。二軍では、8勝4敗・防御率2.55の成績を残す。
2000年には、前年からの新たな背番号がFAで福岡ダイエーホークスから移籍した工藤によりわずか1年で剥奪された。もっとも、小野自身は、「ずっと目標にしてきた左腕の大先輩。“使って下さい”とお渡ししました」と述べた。この年は、期待の高さからオープン戦で開幕投手を務めるも、3回6失点で長嶋監督に「小野はピリッとしないね。いいとこなしだよ。チャンス？もう1回ぐらいあるだろう」と言われ、続く登板でも2/3回2失点で長嶋監督に「小野は相変わらずだめだな」と言われるなど、この年もほぼ二軍で過ごす。二軍では、10勝3敗・防御率3.42で、最多勝、最高勝率、殊勲賞を受賞する。
2001年は、二軍ではノーヒットノーランを達成するなど、10勝6敗1S・防御率2.54で2度目の最多勝に輝く。投球イニングは両リーグで1番多かった。
2002年は、二軍で6勝3敗・防御率1.68で、初の最優秀防御率を獲得したが1軍での登板はなかった。同年11月永池恭男と共に中濱裕之・吉川元浩との交換トレードで大阪近鉄バファローズへ移籍。2003年シーズンも1軍で登板機会はなく、
2軍ですら防御率31.91と戦力にはならず、2003年戦力外通告を受け退団した。NPBでは通算3勝に終わった。
2004年メジャーリーグ・ミネソタ・ツインズとマイナー契約を結んだが、マイナーリーグを含めて公式戦の登板機会はなかった。2005年11月7日の12球団合同トライアウトに参加するが、3四球と結果は残せず獲得する球団はなかった。
その後はさまざまな職を転々とし、2017年10月、白寿生科学研究所入社。同社では人材開拓課に配属され、運動部に所属する大学生向けのキャリアデザインを行う業務を担当し、同社所属の肩書でスポーツコミュニケーションズ（二宮清純代表）の野球関連コーナー連載記事を2021年9月まで複数回執筆した。

## 詳細情報

### 年度別投手成績
| 年 度     | 球 団     | 登 板 | 先 発 | 完 投 | 完 封 | 無 四 球 | 勝 利 | 敗 戦 | セ 丨 ブ | ホ 丨 ル ド | 勝 率 | 打 者 | 投 球 回 | 被 安 打 | 被 本 塁 打 | 与 四 球 | 敬 遠 | 与 死 球 | 奪 三 振 | 暴 投 | ボ 丨 ク | 失 点 | 自 責 点 | 防 御 率 | W H I P |
| --------- | --------- | ----- | ----- | ----- | ----- | -------- | ----- | ----- | -------- | ----------- | ----- | ----- | -------- | -------- | ----------- | -------- | ----- | -------- | -------- | ----- | -------- | ----- | -------- | -------- | ------- |
| 1997      | 巨人      | 11    | 1     | 0     | 0     | 0        | 1     | 0     | 0        | --          | 1.000 | 81    | 17.1     | 21       | 3           | 7        | 0     | 0        | 13       | 0     | 0        | 16    | 13       | 6.75     | 1.62    |
| 1998      | 巨人      | 15    | 11    | 0     | 0     | 0        | 2     | 7     | 0        | --          | .222  | 265   | 59.0     | 66       | 7           | 29       | 0     | 3        | 40       | 4     | 0        | 35    | 34       | 5.19     | 1.61    |
| 1999      | 巨人      | 2     | 2     | 0     | 0     | 0        | 0     | 1     | 0        | --          | .000  | 36    | 6.2      | 8        | 1           | 7        | 0     | 0        | 5        | 1     | 0        | 8     | 5        | 6.75     | 2.25    |
| 2000      | 巨人      | 1     | 1     | 0     | 0     | 0        | 0     | 0     | 0        | --          | ----  | 17    | 3.1      | 5        | 0           | 2        | 0     | 0        | 0        | 0     | 0        | 2     | 2        | 5.40     | 2.10    |
| 2001      | 巨人      | 7     | 0     | 0     | 0     | 0        | 0     | 0     | 0        | --          | ----  | 43    | 7.1      | 12       | 1           | 7        | 0     | 1        | 7        | 0     | 0        | 8     | 6        | 7.36     | 2.59    |
| 通算：5年 | 通算：5年 | 36    | 15    | 0     | 0     | 0        | 3     | 8     | 0        | --          | .273  | 442   | 93.2     | 112      | 12          | 52       | 0     | 4        | 65       | 5     | 0        | 69    | 60       | 5.77     | 1.75    |

### 記録
- 初登板：1997年7月16日、対横浜ベイスターズ16回戦（東京ドーム）、9回表に5番手で救援登板・完了、1回無失点
- 初奪三振：同上、9回表に関口伊織から
- 初先発登板・初勝利・初先発勝利：1997年8月30日、対広島東洋カープ21回戦（東京ドーム）、6回3失点

### 背番号
- 12 （1997年 - 1998年）
- 47 （1999年）
- 13 （2000年 - 2002年）
- 15 （2003年）